# Мечеть імені Машхура Жусупа
Мечеть імені Машхура Жусупа (каз. Мәшһүр Жүсіп мешіті, араб. مـســجـد مــشـهـوـر يـوـسـف) — мечеть на 1500 місць, розташована в центрі міста Павлодара у парку площею 6 га з основними входами з проспекту Назарбаєва, вулиць Кривенка та вул. Каїрбаєва.

## Опис
Будівля мечеті збудована у формі восьмикінцевої зірки розміром 48×48 метрів, висота мінаретів – 63 метри, висота купола з півмісяцем – 54 метри. Купол мечеті – небесного кольору, виконаний у формі шанирака. Висота купола чоловічого залу молитви на 1200 місць – 33 метри, діаметр – 30 метрів. Загальна площа мечеті складає 7240 м ². Два поверхи основної будівлі та мінарети виконані з цегли, купол - з металевих конструкцій. Кришталева люстра "Зумрад" з 434 лампочками, що прикрашає мечеть, була виготовлена в Ташкенті. Архітектурно мечеть схожа на відкрите серце, відкрите для миру і добра  .
Перший поверх мечеті включає класні кімнати медресе, зал молитви для жінок на 300 місць, зал одруження, їдальню на 300 місць з допоміжними приміщеннями, приміщення для обмивання, гардероби. Зал одруження і їдальня можуть бути об'єднані в один великий зал завдяки перегородці, що трансформується. На другому поверсі розташована зала молитви з балконом на 1200 місць, музей ісламської культури, бібліотека, відеозал, службові приміщення, холи. Головний вхід до будівлі веде на другий поверх.